# آنتساهافیلو
آنتساهافیلو (به لاتین: Antsahafilo) یک منطقهٔ مسکونی در ماداگاسکار است که در آمبوهیدراتریمو واقع شده‌است. آنتساهافیلو ۲٬۵۶۰ نفر جمعیت دارد.